# Hansruedi Stadler
Pour les articles homonymes, voir Stadler.
Hansruedi Stadler-Ineichen, né le 6 août 1953 à Altdorf (originaire de Bürglen), est une personnalité politique suisse, membre du Centre et député du canton d'Uri au Conseil des États de décembre 1999 à mai 2010.

## Biographie
Originaire de Bürglen (UR), Hansruedi Stadler naît le 6 août 1953 à Altdorf.   
Après avoir obtenu une maturité de type C (scientifique) à Altdorf, il décroche une licence, puis un doctorat en droit en 1982 à l'Université de Berne. Il travaille comme avocat à notaire à Altdorf jusqu'en 2018.  
Il a le grade de capitaine à l'armée et vit à Altdorf. Il est marié à Esther et père du conseiller national Simon Stadler.

## Parcours politique
Il est membre du Conseil d'État du canton d'Uri de juin 1988 à mai 2000, où il dirige le département de l'instruction publique, et préside le gouvernement de 1992 à 1994 et de 1996 à 1998. Il acquiert une large notoriété en 1994, lors de la campagne pour l'initiative des Alpes, en faisant sortir de ses gonds le conseiller fédéral Adolf Ogi lors d'un débat télévisé et en dansant comme promis dans les rues d'Altdorf pour fêter l'acceptation de l'initiative,.
Il siège au Conseil des États du 6 décembre 1999 au 31 mai 2010. Il y est membre de la Commission de gestion (CdG), qu'il préside de novembre 2005 à décembre 2007, de la Commission de la science, de l'éducation et de la culture (CSEC), de la Commission des affaires juridiques (CAJ) et de la Délégation de surveillance des NLFA, qu'il préside de décembre 2006 à décembre 2007.

## Autres mandats
Il est président du conseil d'administration de la Banque cantonale d'Uri de 1996 à 2000 et membre du conseil d'administration des Forces motrices de Suisse centrale de 1990 à 2000.
Le 19 décembre 2012, la conseillère fédérale Simonetta Sommaruga le nomme délégué pour les victimes de mesures de coercition à des fins d'assistance.